# 廷塔亞山 (阿雷基帕大區)
14°48′05″S 72°33′16″W / 14.80139°S 72.55444°W
廷塔亞山（Tintaya），是秘魯的山峰，位於該國南部阿雷基帕大區，由拉烏尼翁省的普伊卡區負責管轄，屬於萬索山脈的一部分，海拔高度5,230米。